# Ed Edmondson (Politiker)

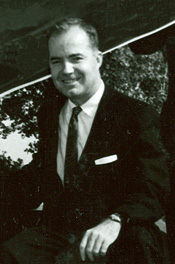
Ed Edmondson

Edmond Augustus „Ed“ Edmondson (* 7. April 1919 in Muskogee, Oklahoma; † 8. Dezember 1990 ebenda) war ein US-amerikanischer Politiker. Zwischen 1953 und 1973 vertrat er den 2. Kongresswahlbezirk von Oklahoma im US-Repräsentantenhaus.

## Werdegang
Ed Edmondson war der ältere Bruder von J. Howard Edmondson. Dieser war Gouverneur von Oklahoma und vertrat den Staat im US-Senat. Ed Edmondson besuchte die öffentlichen Schulen seiner Heimat und absolvierte im Jahr 1938 das Muskogee Junior College. Danach studierte er bis 1940 an der University of Oklahoma.
Zwischen 1940 und 1943 arbeitete er als Sonderermittler für das FBI, ehe er während des Zweiten Weltkriegs von 1943 bis 1946 in der US-Marine diente. Bis 1970 gehörte er der Reserve der Marine an. Nach dem Krieg studierte Edmondson bis 1947 an der Georgetown University in Washington Jura. Noch im gleichen Jahr wurde er als Rechtsanwalt zugelassen. Danach wurde er Bezirksstaatsanwalt im Muskogee County.
Politisch war er Mitglied der Demokratischen Partei. Im Jahr 1968 war er Delegierter zur Democratic National Convention. 1952 wurde Edmondson im zweiten Distrikt von Oklahoma in das US-Repräsentantenhaus gewählt. Nach insgesamt neun Wiederwahlen konnte er zwischen dem 3. Januar 1953 und dem 3. Januar 1973 zehn Legislaturperioden im Kongress absolvieren. Im Jahr 1972 bewarb er sich nicht um die erneute Wiederwahl. Stattdessen kandidierte er in diesem Jahr ebenso wie im Jahr 1974 erfolglos für den US-Senat. Im Jahr 1978 scheiterte er bereits in den Vorwahlen seiner Partei bei dem Versuch, für die Senatswahl nominiert zu werden. Danach kandidierte er nie wieder für ein politisches Amt.
Mit seiner Frau June hatte Ed Edmondson fünf Kinder. Der Sohn James wurde Richter am Obersten Gerichtshof von Oklahoma, dessen jüngerer Bruder Drew wurde Attorney General von Oklahoma. Ed Edmondson starb im Jahr 1990.